# Amintirea albastră a Pământului
Amintirea albastră a Pământului (2012) (titlu original Blue Remembered Earth) este un roman științifico-fantastic al autorului galez Alastair Reynolds. El descrie eforturile a doi frați de a rezolva o enigmă într-un 2160 pseudo-utopic. Acesta este primul volum al trilogiei Copiii lui Poseidon, care prezintă dezvoltarea pe care o va atinge omenirea peste secole, cu intenția de a portretiza un viitor mai optimist decât toate operele anterioare ale lui Reynolds. A doua carte a seriei, On the Steel Breeze, a fost lansată pe 26 septembrie 2013, iar a treia, Poseidon's Wake, a apărut în luna aprilie a anului 2015.
Reynolds și-a anunțat pentru prima dată intenția de a scrie trilogia Copiii lui Poseidon (denumită, pe atunci, trilogia 11k) în prima parte a anului 2009. El a descris primul roman al seriei ca fiind un viitor utopic în care Africa este puterea tehnologică a lumii. Inițial, Amintirea albastră a Pământului trebuia să apară în 2011, dar lansarea ei a fost amânată până în ianuarie 2012.

## Cadrul acțiunii
În 2160, omenirea a refăcut climatul Pământului și a colonizat sistemul solar interior. Un sistem de supraveghere omniprezenet (numit Mecanismul) are grijă să elimine violența și crimele, iar ingineria genetică a dus la extinderea considerabilă a vieții umane. China, India și națiunile Africii au devenit superputerile lumii, la concurență cu Națiunile Unite Acvatice, o civilizație nouă, acvatică, populată de transumani capabili să respire sub apă. Aproape toți oamenii posedă interfețe neurale numite „aug”, care le permit să acceseze informații disponibile online, să augmenteze imaginile pe care le văd, să beneficieze de traducere automată și să opereze roboții prin teleprezență. Unele persoane, dornice să scape de sub supravegherea permanentă a Mecanismului, trăiesc în Zona Descrutinizată de pe fața întunecată a Lunii.

## Intriga
Moartea lui eunice Akinya, fondatoarea imperiului financiar Akinya, îi aduce laolaltă pe frații Geoffrey lu Sunday cu verii lor, Hector și Lucas. Preocupați de afaceri, cei din urmă vor să rezolve toate problemele lăsate în urmă de bunica lor. Un obiect de valoare păstrat într-un depozit lunar le atrage atenția. Bănuind că sunt urmăriți pas cu pas de concurență, ei apelează la Geoffrey pentru a vedea ce se află acolo.
Tânărul este reticent, dar fondurile care-i sunt oferite în schimb și care-i permit să se ocupe în continuare de studiul elefanților îl conving. Ajuns pe Lună, găsește în depozit o mănușă. Vizita făcută surorii lui, o artistă izolată în Zona Descrutinizată, îi permite să descopere că în degetele mănușii sunt ascunse niște pietre prețioase. Proporția dintre numerele lor îi duce cu gândul la craterul Pitagora, unde bunica lor se prăbușise în tinerețea lor. Cu ajutorul unor prieteni din organizația Panilor, ei pătrund prin efracție în zona controlată în acele vremuri de chinezi. Acolo descoperă câteva pagini din cartea Călătoriile lui Gulliver, care fac referire la satelitul marțian Phobos.
Geoffrey revine pe Pământ, iar Sunday și prietenul ei primesc ajutorul Panilor pentru a pleca pe Phobos, în a cărui stație a locuit bunica lor cândva. Camera ei conține o pictură prezentă și în casa ei de pe Pământ, cu o singură diferență: apare în plus un păun. Sunday consideră asta o referință la Pavonis Mons de pe Marte și decide să descindă pe planeta roșie.
Între timp, pe Pământ, frații Hector și Lucas exercită presiuni asupra lui Geoffrey pentru a afla ce descoperise în depozitul de pe Lună și ce sensuri ascunse a descoperit sora lui încât să plece pe Marte. Într-un acces de furie, Geoffrey îl atacă pe Hector, dar este neutralizat de Mecanism. Conștient că ar trebui să urmeze un proces de evaluare psihică, Geoffrey acceptă ajutorul oferit de Națiunile Unite Acvatice - aliate cu Panii. De acolo plănuiește să viziteze stația spațială Palatul de Iarnă, casa bunicii sale în ultimii ani ai vieții.
Pe Marte, Sunday ajunge în Evolvarium, arealul din jurului lui Pavonis Mons aflat în stăpânirea mașinilor. Trădată de Pani, este salvat de bunicul ei, despre care se credea că murise cu zeci de ani în urmă. Acesta deține un artefact îngropat de Eunice la poalele Muntelui, care o trimite pe fată către următorul pas al dezlegării enigmei: Palatul de Iarnă. Între timp, Geoffrey și Hector se află într-o cursă contra cronometru pentru a ajunge acolo - primul pentru a culege noi date despre bunica lui, celălalt pentru a distruge orice urme care ar putea scoate la lumină secrete îngropate, capabile să afecteze imperiul financiar Akinya. Cei doi rămân prizonieri pe nava din stația spațială, care pornește către o destinație trans-neptuniană - un asteroid minier. Viteza navei depășește orice realizare tehnică a omenirii.
Hector moare în călătorie, dar Geoffrey află enigmele ascunse de bunica lor. Prima o reprezintă tehnologia care permite călătoria cu acele viteze și pe care ea îl obligă s-o predea gratuit omenirii. A doua este revoluționarul motor superluminic. Geoffrey descoperă că bunica lui și-a înscenat moartea și, între timp, a plecat prin spațiu către o planetă din alt sistem pe care observațiile astronomice i-au revelat existența unui artefact.

## Personaje
- Geoffrey Akinya - tânăr african specializat în psihologia cognitivă a elefanților
- Sunday Akinya - sora lui Geoffrey, artistă plecată pe Lună în Zona Descrutinizată
- Lucas Akinya - văr cu Geoffrey și Sunday, conduce Akinya Space; și-a instalat un șunt de empatie care-i permite să devină sociopat pentru anumite perioade de timp
- Hector Akinya - fratele și partenerul de afaceri al lui Lucas, moare în timpul călătoriei trans-neptuniene desfășurate alături de Geoffrey
- Jitendra Gupta - selenar, prietenul lui Sunday, specialist în roboți
- Memphis - fost fizician, confident al lui Eunice Akinya care devine tutorele lui Geoffrey și Sunday; este ucis de un elefant
- Jumai - fostă iubită a lui Geoffrey, care vine să-l ajute când acesta începe să aibă probleme cu verii săi și cu Mecanismul
- Gleb și Chama Akbulut - panspermieni selenari și iubiți, care-i ajută pe Geoffrey și Sunday să găsească artefactul ascuns de Eunice pe Lună
- Mira Gilbert - sirenă panspermiană din Tiamaat, Națiunile Unite Acvatice
- Truro - membru al Inițiativei Panspermiene de pe Pământ
- June Wing - specialistă selenară în roboți
- Arethusa - balenă care, sub forma umană Lin Wei, fusese o prietenă a lui Eunice Akinya și pusese bazele Inițiativei Panspermiene
- Gribelin - ghid marțian care-i ajută pe Sunday și Jitendra să ajungă în Evolvarium
- Dorcas - conducătoarea lui Lady Disdayne, unul dintre vehiculele de pradă din Evolvarium
- Jonathan Beza - bunicul lui Sunday Akinya, ascuns în Evolvariumului de pe Marte și despre care se credea că ar fi murit cu multă vreme în urmă
- Soya - fiica lui Jonathan Beza din a doua căsătorie, prin intermediul căreia tatăl ei păstra legătura cu lumea
- Eunice Akinya - bunica lui Geoffrey, Sunday, Lucas și Hector, fosta soție a lui Jonathan Beza, fondatoarea imperiului financiar Akinya; își înscenează propria moarte și pornește spre un artefact descoperit în spațiu; pe parcursul romanului apare sub forma unor simulacre care foloses inteligența artificială pentru a-i simula conștiința

## Opinii critice
Eric Brown de la The Guardian a apreciat Amintirea albastră a Pământului, spunând că „viitorul apropiat al lui Reynolds reprezintă o extrapolare strălucitoare, cu idei originale la fiecare pagină, astfel încât cititorul este nerăbdător să vadă ce minuni îl așteaptă în volumele următoare”. Niall Harrison de la Strange Horizons a lăudat modul complex în care Reynolds și-a construit lumea, dar a criticat elementele thriller care au făcut intriga „mai funcțională și mai puțin aspectuos”. Javier Martinez de la Los Angeles Review of Books a ridicat în slăvi romanul ca fiind „captivant” și „profund romantic”, sesizând că este „injectat cu un optimism viral”.